# Halloumi

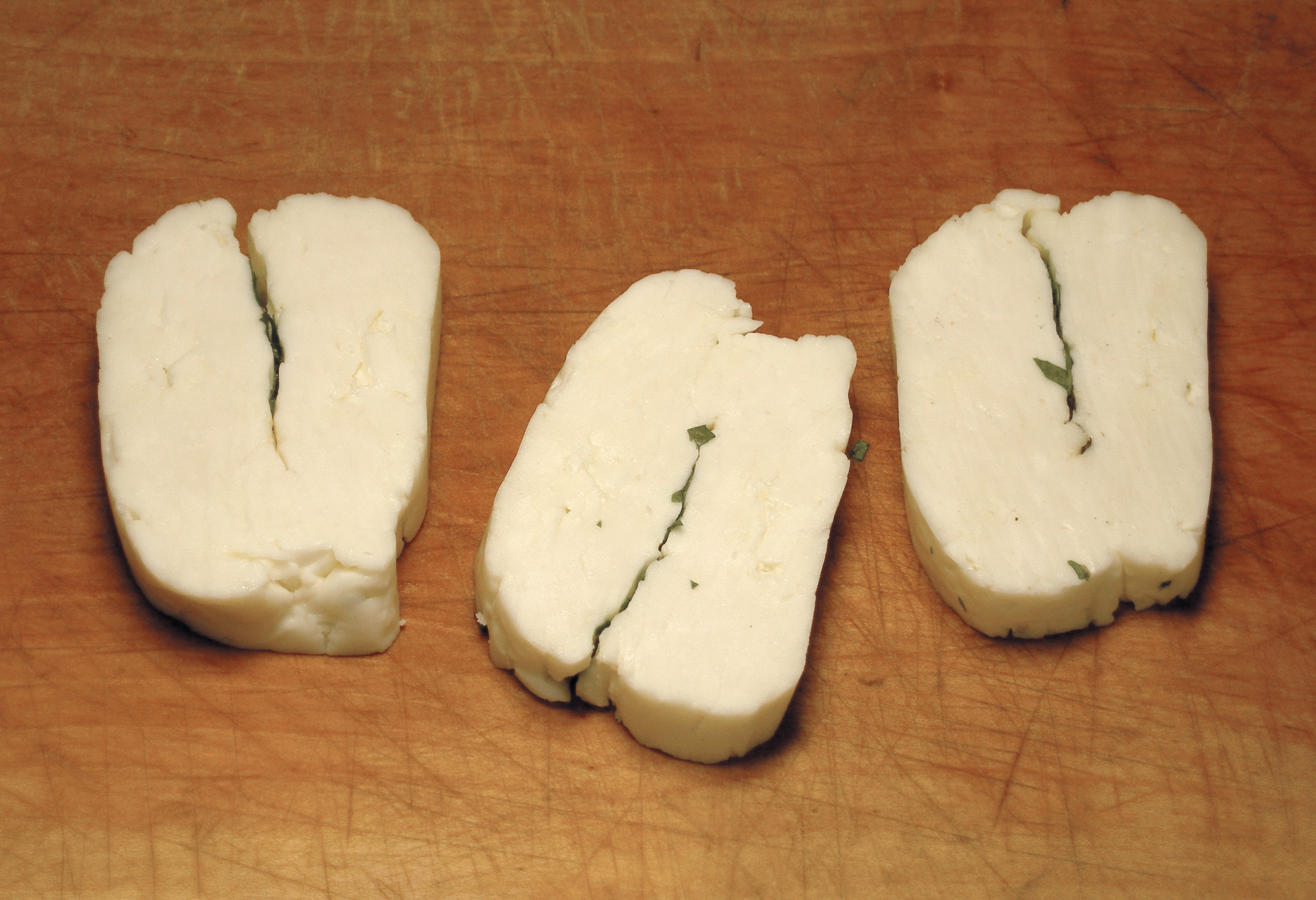
Geschnittener Halloumi mit dem typischen Spalt in der Mitte

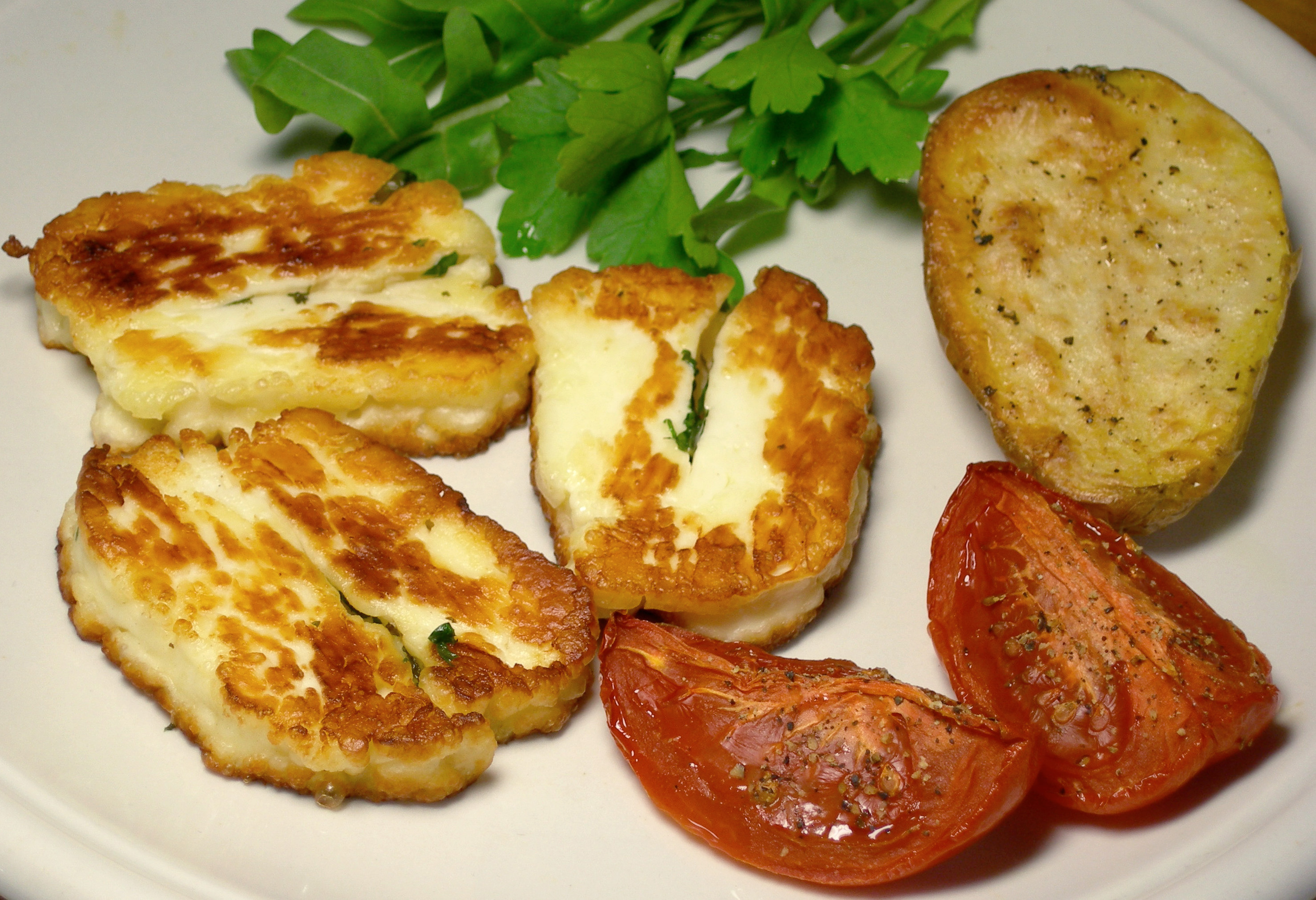
Gebratener Halloumi mit Beilagen

Halloumi oder Challúmi (griechisch Χαλλούμι Challoúmi; türkisch hellim; häufig auch nur als Halumi bezeichnet) ist ein halbfester Käse aus der Milch von Kühen, Schafen oder Ziegen, auch gemischt. Halloumi wird häufig als „Grillkäse“ bezeichnet.

## Allgemeines
Halloumi, eine altägyptische Urform der Käsezubereitung, gilt als Spezialität einiger Mittelmeerländer, in denen der Käse seit über 2000 Jahren hergestellt wird, ursprünglich aus der Milch von Mufflons.
Der heute vor allem aus Schafsmilch hergestellte Käse erinnert auf den ersten Blick an Mozzarella, ist aber fester und würziger. Anders als die meisten anderen Käse behält er seine Form, wenn er erhitzt wird.
Gebratener oder gegrillter Halloumi mit hausgemachten Pommes frites gehört in vielen Gaststätten Zyperns zu den Standardgerichten. Mit Spiegelei ist er Bestandteil des zypriotischen Frühstücks. Verbreitet sind auch Halloumi-Omelett und mit Halloumi gefüllte Ravioli. Frisch wird er zu Wassermelonen oder als Füllung in frischen Datteln gereicht. Etwas getrocknet kann er als Reibkäse verwendet werden.

## Herkunft
Er stammt vermutlich aus der Küche des alten Ägyptens
und ist heute außer in Zypern in vielen weiteren Ländern bekannt, darunter Palästina, Griechenland, Türkei, Israel, Libanon, Ägypten und Libyen. In osmanischen Quellen wird Halloumi erst im 16. Jahrhundert urkundlich erwähnt. Seit April 2021 darf in der EU nur noch Käse aus Zypern Halloumi genannt werden. Somit ist Halloumi eine geschützte Herkunftsbezeichnung.
Die EU ist bemüht, auch Käse aus Nordzypern mit zu integrieren, was sich aber als kompliziert herausstellt.

## Etymologie
Die älteste Erwähnung auf Zypern stammt aus dem 16. Jahrhundert – in einem Text aus dem Jahr 1556 von Leonardo Donà, der zu dieser Zeit auf Zypern lebte, wird er als calumi bezeichnet. Die Herkunft des Begriffs ist nicht zweifelsfrei geklärt, möglich erscheint eine Herleitung aus dem altgriechischen Begriff ἅλμη halmē oder aus dem Altägyptischen und Koptischen ialom. Eingang gefunden hat der Begriff auch in die türkische Sprache mit hellim und in das Arabische mit arabisch حلوم, DMG Ḥallūm.
Im Export wurde der Käse lange Zeit nur als Grillkäse bezeichnet, um auf diese Eigenschaft hinzuweisen. Mittlerweile hat der Halloumi einen größeren Bekanntheitsgrad erreicht.
Die verbreitete Schreibweise „Halloumi“ ist britischen Ursprungs. Die Briten brachten das Rezept in der Kolonialzeit von Zypern nach Australien, wo der Käse noch heute hergestellt wird.

## Herstellung
Zur Herstellung von Halloumi werden frische Milch und Sahne auf Körpertemperatur erwärmt, mit Wasser vermischtes Lab und Salz hinzugegeben, die entstandene Käseschicht nach etwa einer Dreiviertelstunde behutsam zerteilt und alles noch einmal kurz erwärmt. Danach wird die Molke durch ein Sieb abgegossen, die Käsemasse kraftvoll ausgedrückt, in fingerdicke Quader geformt und einige Zeit ruhen gelassen. Schließlich wird der Käse für etwa zehn Minuten in der Molke gekocht, herausgenommen, von einer Seite mit Salz und meist Minze bestreut, einmal gefaltet und zusammengedrückt, wodurch er seine typische Form erhält.
In der Halloumi-Molke kann zusätzlich Anarí, ein an Hüttenkäse erinnernder Molkenkäse, hergestellt werden. Dazu werden, bevor der Halloumi gekocht wird, Milch und Zitronensaft in die heiße Molke gegeben und gerührt, bis sie gerinnt. Die entstandene Masse wird nach dem Abtropfen für Pasteten, Süßspeisen und Ähnliches verwendet.
Industriell hergestellter Halloumi ist in Deutschland in den meisten Supermarktketten, jüdischen Koscherläden sowie in türkischen, griechischen und arabischen Lebensmittelgeschäften erhältlich.

## Das Quietschen beim Kauen
Durch das Kochen der Halloumi-Käsemasse in der Molke verändert sich die Eiweißstruktur des Käses und er verhärtet langsam, ähnlich wie beim Eierkochen. So entsteht die leicht gummiartige Konsistenz, die ein Quietschen beim Kauen erzeugen kann. Die Rezeptur des Halloumi-Grillkäses basiert darauf, den pH-Wert bzw. die Säuerung während der Käseherstellung im richtigen Moment anzuhalten. Das Besondere am Halloumi ist seine feste Struktur, sodass er auch höheren Temperaturen standhält und seine Form behält, ohne zu zerlaufen, wodurch er zum Grillen besonders gut geeignet ist. Dass der Käse nicht zerläuft, hängt von seinem vergleichsweise hohen pH-Wert ab. Dem Halloumi-Käse werden bei der Herstellung keine Milchsäurebakterien zugesetzt.

## Trivia
Am 31. Juli 2020 stimmten 37 Abgeordnete des zyprischen Parlaments gegen das CETA-Abkommen zwischen der EU und Kanada, da sie den zyprischen Halloumi-Käse darin nicht ausreichend geschützt sahen. Die Ratifizierung des Abkommens seitens Zypern steht damit noch aus.